# Аризонские рейнджеры
Аризонские рейнджеры (англ. Arizona Rangers) — вспомогательная гражданская служба, которая поддерживает правоохранительные органы в американском штате Аризона.

## История
Появились в 1901 году с целью избавления территории Аризоны от преступников и коррупции. В то время территория была очень опасной, конгресс Соединённых Штатов отклонил заявление губернатора о том, чтобы Аризона стала штатом, отчасти из-за отсутствия закона и порядка. Рейнджеры были хорошо обучены, хорошо экипированы и очень эффективно задерживали даже самых опасных преступников, превратившись в один из лучших правоохранительных органов в стране. Созданные по образцу техасских рейнджеров, рейнджеры штата Аризона должны были выслеживать и арестовывать преступников на территории, особенно вдоль мексиканской границы. К 1908 году большинство преступников были арестованы, убиты или бежали в Мексику. Рейнджеры были распущены по политическим причинам в 1909 году. Вскоре после этого Аризона стала 48-м штатом.
Снова появились в 1957 году как некоммерческая добровольческая организация и продолжают служить штату Аризона сегодня. Они не получают государственного финансирования, каждый рейнджер оплачивает свое обучение и экипировку. В 2019 году Аризонские рейнджеры пожертвовали примерно 86 200 часов, сэкономив налогоплательщикам Аризоны миллионы долларов. Полицейские департаменты часто вызывают рейнджеров, чтобы помочь с трудоёмкими задачами, такими как контроль дорожного движения, наблюдение, сохранение места преступления, охрана суда и транспортировка заключённых. Каждый час, который жертвует рейнджер, даёт этим полицейским дополнительное время для защиты друг друга и сообществ, которым они служат.